# Pachacútec
Pachacuti Yupanqui (Pachacútec, "el que fa tornar la terra") fou el novè emperador inca (regnà 1438-1471), anomenat Kusi Yupanqui des del seu naixement en la seva presa de poder. Era fill de Viracocha Inca i de Mama Runtu Qoya.

## Joventut
En néixer li van posar Kusi Yupanqui, era l'hereu legítim del tron inca. Segons certes cròniques, va ser fins a l'adolescència un jove turbulent que va provocar la inquietud del seu pare Viracocha Inca que considerava que un bon sobirà no podia ser més que de caràcter dolç com els seus predecessors. Els anys passaven, i la inquietud es va convertir en còlera, el príncep Kusi Yupanqui va ser condemnat a l'exili: li tocaria d'aleshores endavant guardar ramats a la rodalia de Cusco, i el seu pare escolliria un altre successor. La llegenda diu que un dia, en el seu exili, se li va aparèixer un home d'aspecte estrany, barbut i vestit de blanc, portant a les seves mans un animal desconegut. Aquest home el va avisar que un perill es congriava sobre el regne, un exèrcit es preparava al nord de Cusco. El jove príncep, inquiet per aquest missatge, va desafiar la decisió del seu pare i va anar a Cusco per relatar l'incident. Furibund, el sobirà no en va voler sentir res, va acomiadar el seu fill i va decidir fer-se el sord a tota notícia sospitosa procedent del nord.
De resultes d'aquest episodi, el jove príncep va reprendre el seu exili, aquesta vegada la desgràcia semblava completa. No va passar massa temps abans que veiés en el camp gent fugint. La població de Cusco i de la seva rodalia fugia de la capital. Descobert, el jove príncep va interrogar els fugitius: els chancas havien reunit un exèrcit, venien a passar el regne a foc i sang (els inques van guanyar en tot cas la batalla de Jaquixahuana abans que els chancas arribessin a Cusco), Viracocha, que no havia volgut sentir les advertències del seu príncep hereu, havia hagut de fugir amb la seva cort. El príncep, fastiguejat, no es va resignar a abandonar la ciutat sagrada. Va agafar les armes i va ordenar als fugitius a unir-se a ell. L'esperança va tornar al camp inca, a poc a poc es va formar un exèrcit, i el príncep va demanar suport a les tribus aliades.
La batalla decisiva va tenir lloc a Yahuar Pampa (llawar pampa significa «planura de sang» en quítxua). Els inques, inferiors en nombre, es negaven a rendir-se sense combatre. Mentre s'establia el combat, els reforços inques van venir de tot arreu, i els Chancas es van veure desbordats. Els inques van dir llavors que en aquesta batalla, les pedres de la planura s'havien convertit en guerrers per ajudar-los. Aquesta victòria va conferir un prestigi sense precedent al tron Inca i en particular al príncep Kusi Yupanqui. Després de la batalla, aquest últim va anar a trobar el seu pare que va abdicar en el seu favor. Kusi Yupanqui va canviar el seu nom a Pachacútec (pacha kutiq en quítxua, literalment «el que li dona la volta a tot», és a dir «el reformador», i fins i tot literalment « el revolucionari», en el sentit etimològic de la paraula revolució).

## Novè inca

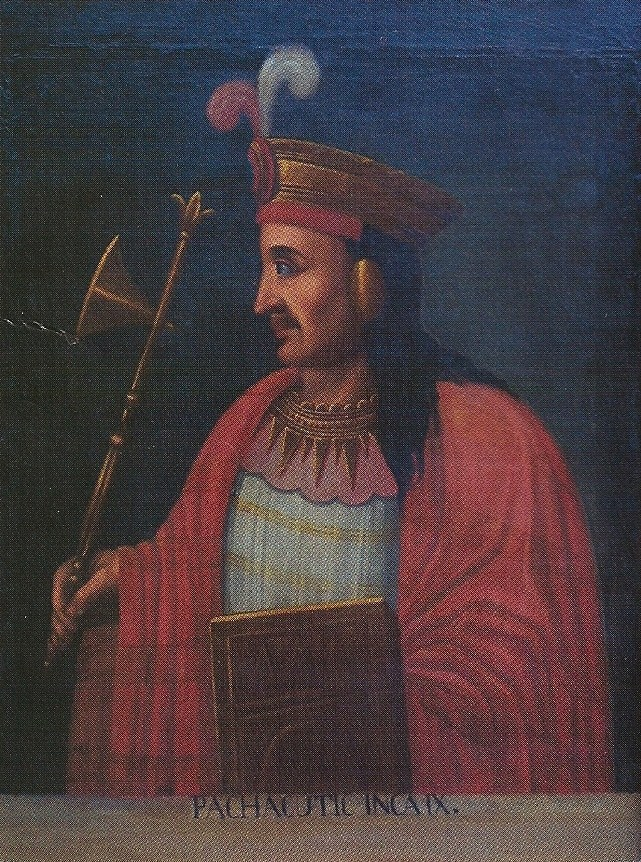
Quadre del novè inca, Pachacútec

Dotat d'un gran talent militar, Pachacútec va iniciar l'expansió fulgurant del gran Imperi Inca. Al nord va conquerir el regne Chimor, al sud va arribar fins a la vall de Nazca. Obrint així una era de conquesta, reuneix en un sol Estat la majoria dels regnes de les Andes.
Per tal d'imposar el seu poder sobre un mosaic de més de mig miler de tribus, amb costums, llengües i religions molt diferents, no va vacil·lar a reprimir durament tota temptativa de rebel·lió. Però no va ser només un conquistador sanguinari, va ser també un destacable gestor, dotant el seu immens imperi d'una sòlida i eficaç estructura administrativa. Així va reorganitzar totes les ciutats conquerides sobre el model inca i va donar el poder a una casta de funcionaris que no retia comptes més que a Cusco, la capital de l'imperi.
Cap al 1463 Pachacútec va confiar la direcció de les operacions militars al seu fill Túpac Yupanqui, mentre que es dedicava a la construcció d'alguns dels monuments més emblemàtics de l'arquitectura inca, com el temple del sol Coricancha (quri kancha en quítxua, literalment «tancat d'or») a Cusco, la fortalesa de Sacsayhuamán i el Machu Picchu, la ciutadella que domina el riu Urubamba.
Se li atribueix també l'adopció de l'agricultura en terrasses, que caracteritza el sistema agrícola inca.

## Dones i descendència
- D'Anawarki Qoya, dels Choqo-Kachona de la qual:
  - Príncep Amaru Tupaq, en principi cap de guerra, després pontífex dels Tarpuntay (sacerdots que vigilaven la fecunditat de la terra)
  - Príncep Wayna Yamqe, cap de guerra, a prop del poder; casat amb la gran de les seves germanes, pare de:
    - Yamqe Yupanqui° (1462), casat amb Tocto Occlo, filla de Llapcho, net de Pachacútec Inca; del qual:
      - Cusi Yupanqui° 1506, cap de guerra d'Atahualpa
      - Cusirimay Occlo Qoya nascuda el 1510; casada el 1528 amb Atahualpa Inca; batejada Angelina Anas Yupanqui; amant de Francisco Pizarro el 1538; casada el 1542 amb Juan de Betanzos (1510 - 1576)

  - Túpac Yupanqui
  - Una filla gran, casada amb el seu germà Wayna Yamqe
  - Mama Occlo Qoya, casada el 1459/1460 amb el seu germà Túpaq Yupanqui
  - Cusi Qoyllur (segons una llegenda casada amb el general Ollantya)
- De concubines:
  - Ape Paucar Usno mort en combat
  - Hilakita mort en 1527
  - Tupaq Ayar Manco

## Política d'expansió

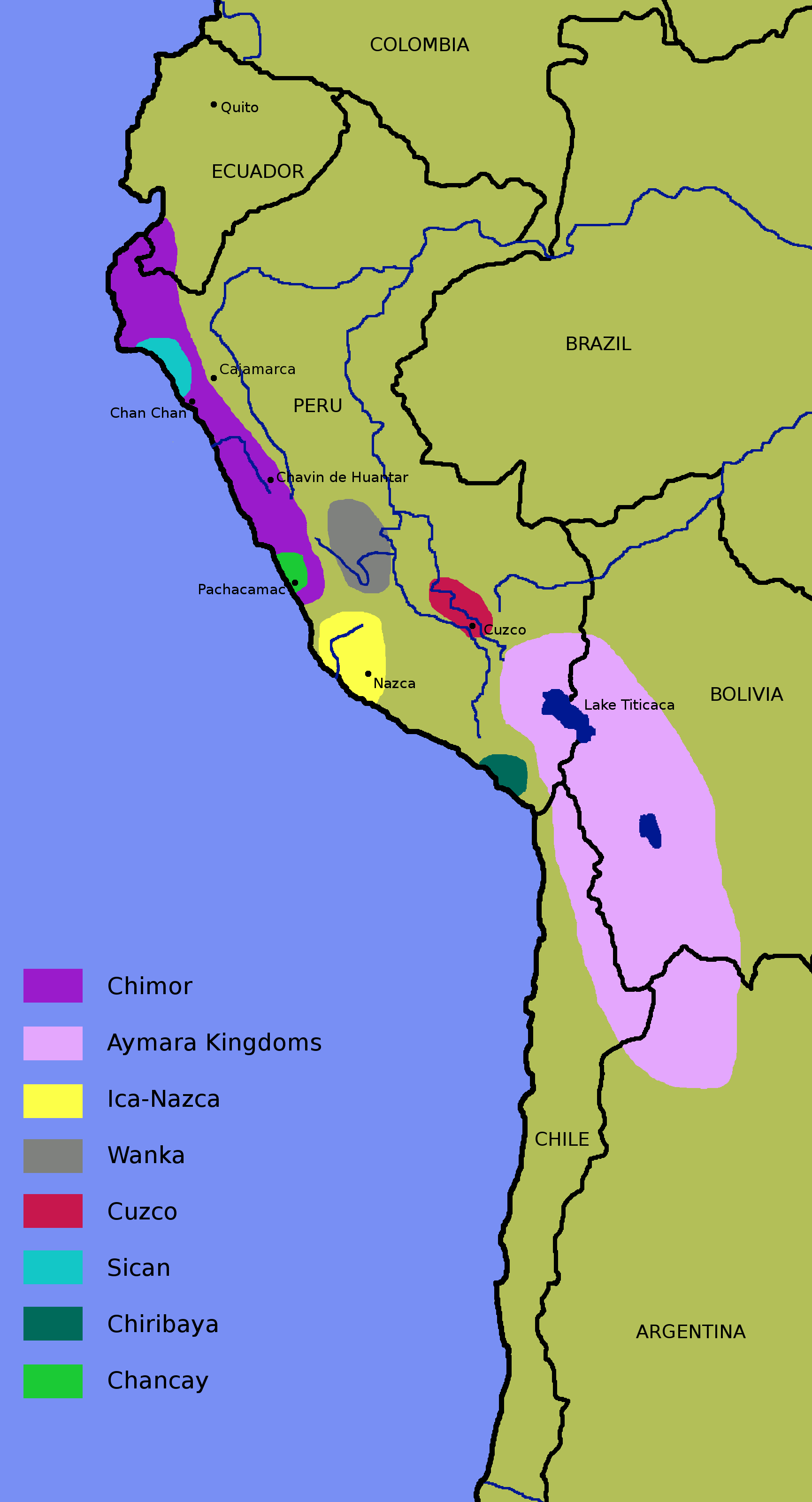
1439
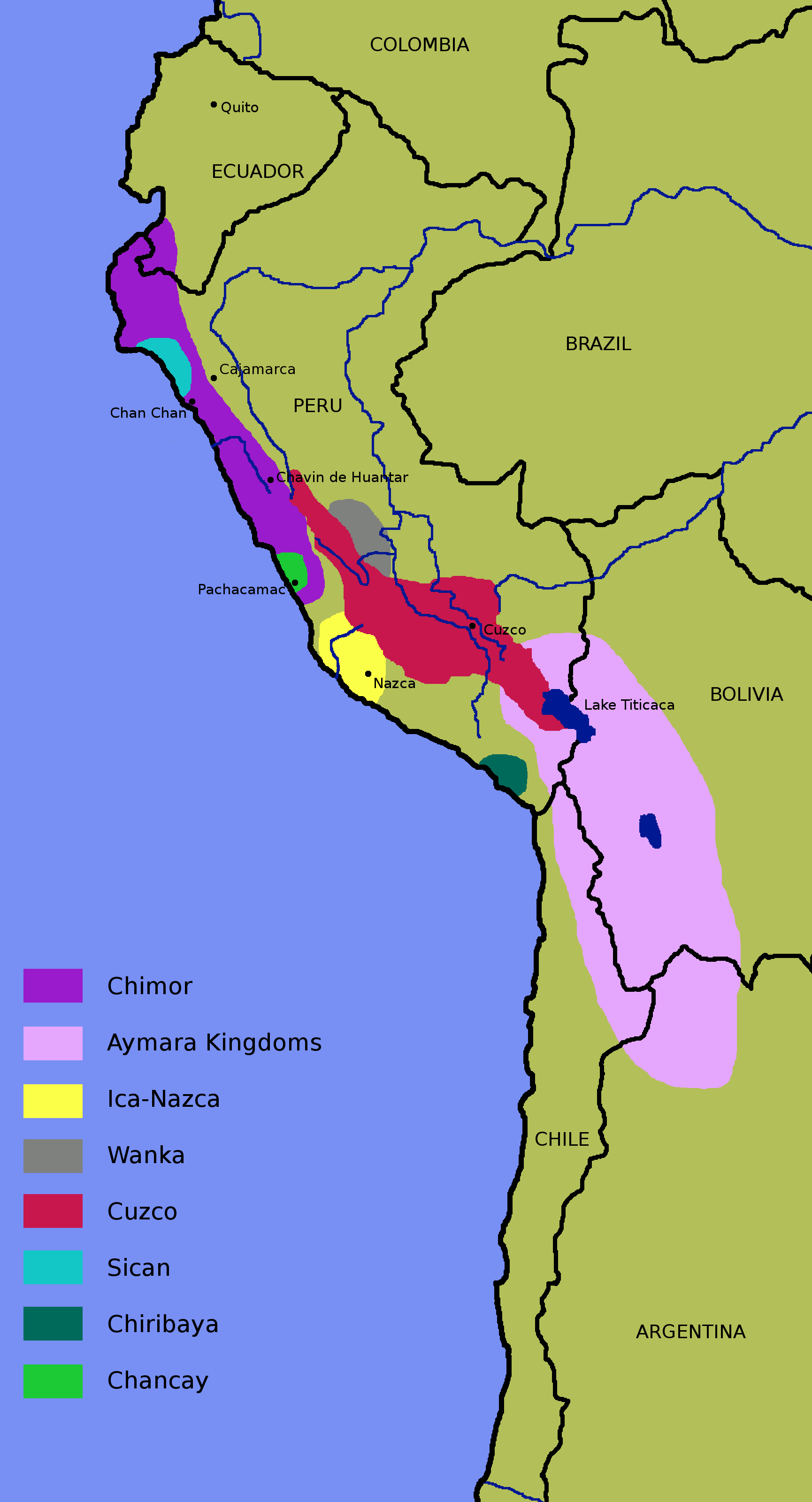
1463
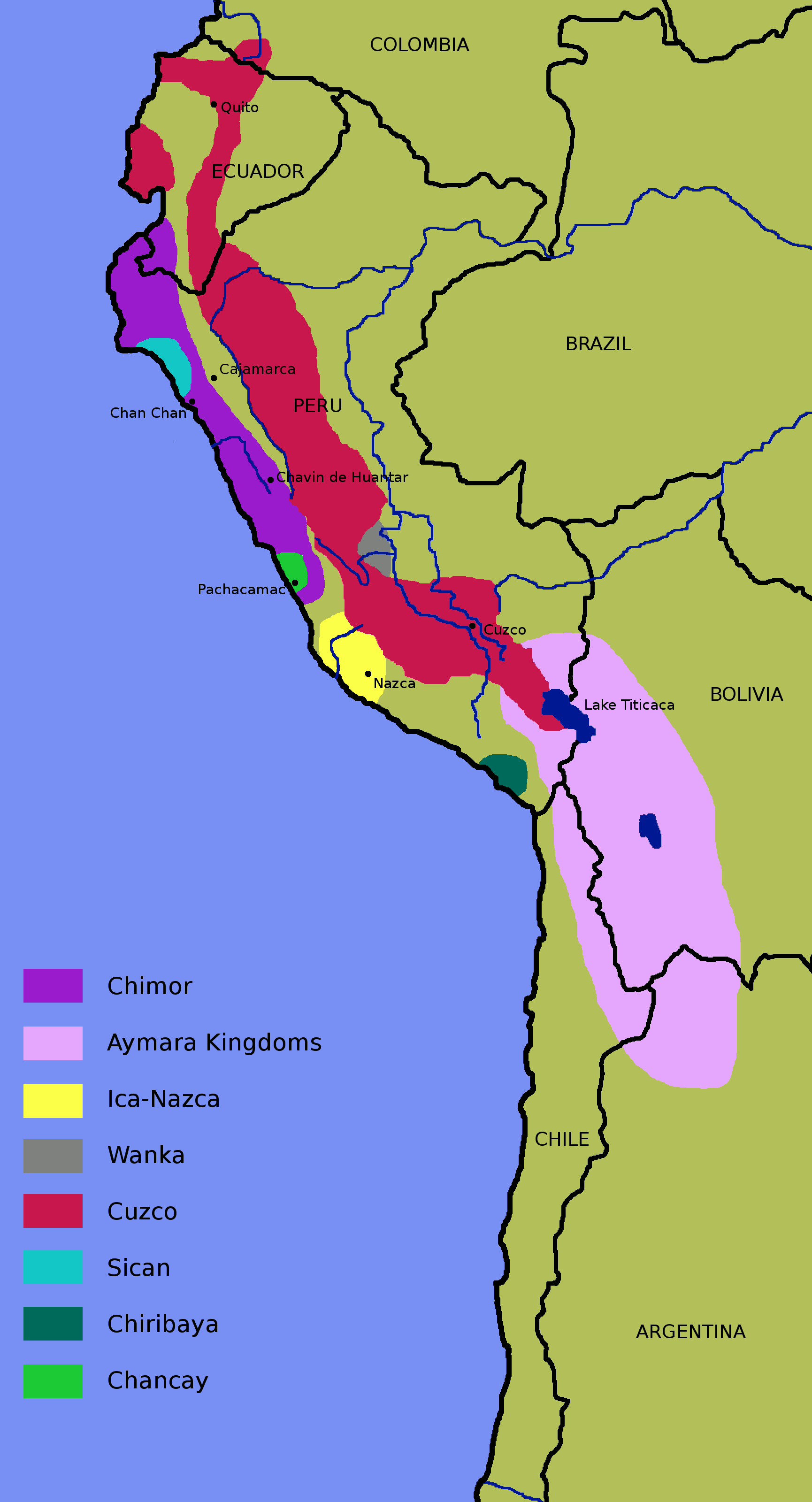
1493